# Dariusz Marzec (piłkarz)
Dariusz Marzec (ur. 14 września 1969 w Krakowie) –były polski piłkarz występujący na pozycji pomocnika, obecnie trener.

## Kariera piłkarska
Jest wychowankiem krakowskiej Bronowianki. Później reprezentował barwy Wisły Kraków, GKS Katowice, AE Larisa, GS Kallithea, Tampereen Pallo-Veikot, Hutnika Kraków, Górnika Zabrze, Stomilu Olsztyn, GKS Bełchatów, Jazz Pori, 	LKS Niedźwiedź, Skawinki Skawina, Proszowianki Proszowice i Dalinu Myślenice.
W krakowskiej Wiśle rozegrał 193 mecze ligowe, w których zdobył 33 gole. W latach 1994–1995 był kapitanem tej drużyny.
W sezonie 1995/96 zdobył z GKS Katowice Superpuchar Polski.
Grał w reprezentacji Polski juniorów oraz olimpijskiej.

## Kariera trenerska
Od roku 2005 do 2014 roku był trenerem juniorów Wisły Kraków.
17 grudnia 2020 został trenerem Arki Gdynia, a 6 września 2022 objął Wieczystą Kraków.

## Sukcesy

### Trenerskie
Stal Mielec
- Mistrzostwo I ligi i awans do Ekstraklasy: 2019/20